# Santa Cruz (montagne)
Pour les articles homonymes, voir Santa Cruz.
Le Santa Cruz, Pucaraju, Pukaraju (du quechua puka « rouge » et rahu « neige, glace », soit « sommet enneigé rouge ») ou Pico de Huaylas est un sommet de la cordillère Blanche dans les Andes péruviennes. Il est situé dans le district de Santa Cruz dans la province de Huaylas, dans la région d'Ancash,,,.
Le Santa Cruz possède trois cimes :
- Santa Cruz (Sur ou Grande) (6 259 m) ;
- Santa Cruz Norte (5 829 m) ;
- Santa Cruz Chico (5 800 m).

## Alpinisme
La première ascension du Santa Cruz (6 259 m), par l'arête sud-est, est réalisée le 20 juillet 1948 par le Suisse Frédéric Marmillod et le Hongrois Ali Szepessy-Schaurek.